# Lac Kaackakwakamak
Le lac Kaackakwakamak  est un plan d'eau douce d’une île dans la partie Centre-Est du réservoir Gouin (via le lac Magnan (réservoir Gouin)), dans le territoire de la ville de La Tuque, dans la région administrative de la Mauricie, dans la province de Québec, au Canada.
Ce plan d’eau s’étend entièrement dans le canton de Brochu.
Les activités récréotouristiques constituent la principale activité économique du secteur. La foresterie arrive en second.
Faisant partie d’une île, le lac Kaackakwakamak n’est accessible que par embarcation ou avion.
La surface du Lac Kaackakwakamak est habituellement gelée de la mi-novembre à la fin avril, toutefois la circulation sécuritaire sur la glace se fait généralement du début décembre à la fin de mars. Le niveau de l’eau peut varier significativement selon la gestion des eaux du barrage Gouin.

## Géographie
Les bassins versants voisins du Lac Kaackakwakamak sont :
- côté nord : lac Magnan (réservoir Gouin), lac Brochu (réservoir Gouin), lac McSweeney, baie Verreau ;
- côté est : lac Brochu (réservoir Gouin), baie Kikendatch, lac Déziel (réservoir Gouin), Petit lac Brochu ;
- côté sud : lac Nevers (réservoir Gouin), lac Chapman (réservoir Gouin), lac Garancières, lac des Cinq Milles ;
- côté ouest : baie Marmette Sud, lac Marmette (réservoir Gouin), rivière Nemio, lac Bureau (réservoir Gouin) (baie du Nord), lac McSweeney.

D’une longueur de 3,4 km, le lac Kaackakwakamak se rattache à la rive Ouest d’une île plutôt difforme qui a une longueur de 17,1 km (sens Nord-Sud) et d’une largeur maximale de 5,3 km. Cette île sépare le lac Magnan (réservoir Gouin) (du côté Nord-Ouest), le lac Nevers (réservoir Gouin) (du côté Sud-Ouest) et le lac Brochu (réservoir Gouin) (du côté est).
L’embouchure du Lac Kaackakwakamak est située sur la rive Ouest, tout près de la confluence entre le lac Magnan (réservoir Gouin) (du côté Nord) et le lac Nevers (réservoir Gouin) (du côté Sud). Une île délimite ces deux plans d’eau. L’embouchure du Lac Kaackakwakamak est à :
- 9,7 km au Nord-Est de l’embouchure du lac Nevers (réservoir Gouin) ;
- 25,8 km au Sud-Est du centre du village de Obedjiwan ;
- 45,2 km au Nord-Est du barrage Gouin ;
- 95 km au Nord-Ouest du centre du village de Wemotaci (rive Nord de la rivière Saint-Maurice) ;
- 184 km au Nord-Ouest du centre-ville de La Tuque ;
- 290 km au Nord-Ouest de l’embouchure de la rivière Saint-Maurice (confluence avec le fleuve Saint-Laurent à Trois-Rivières)[1].

À partir de l’embouchure du Lac Kaackakwakamak, le courant coule sur 50,9 km :
- 8,8 km vers le Sud-Est en traversant le lac Nevers (réservoir Gouin) ;
- 42,1 km jusqu’au barrage Gouin, vers l’Est en passant au Sud de l’île Kaminictikotanak et en contournant par le Nord une grande péninsule rattachée à la rive Sud du réservoir Gouin ; vers le Sud-Est dans le bras Sud-Est du lac Brochu (réservoir Gouin) ; vers l’Est dans la baie Kikendatch jusqu’au barrage Gouin. À partir de ce barrage, le courant emprunte la rivière Saint-Maurice jusqu’à Trois-Rivières.

## Toponymie
Le terme « Kaackakwakamak » est d’origine autochtone.[réf. nécessaire]
Le toponyme "Lac Kaackakwakamak " a été officialisé le 31 mai 1984 par la Commission de toponymie du Québec.